# Oulad Azzouz
Oulad Azzouz (en àrab أولاد عزوز, Ūlād ʿAzzūz; en amazic ⵡⵍⴰⴷ ⵄⵣⵣⵓⵣ) és una comuna rural de la província de Khouribga, a la regió de Béni Mellal-Khénifra, al Marroc. Segons el cens de 2014 tenia una població total de 9.815 persones.